# Orsi Husz

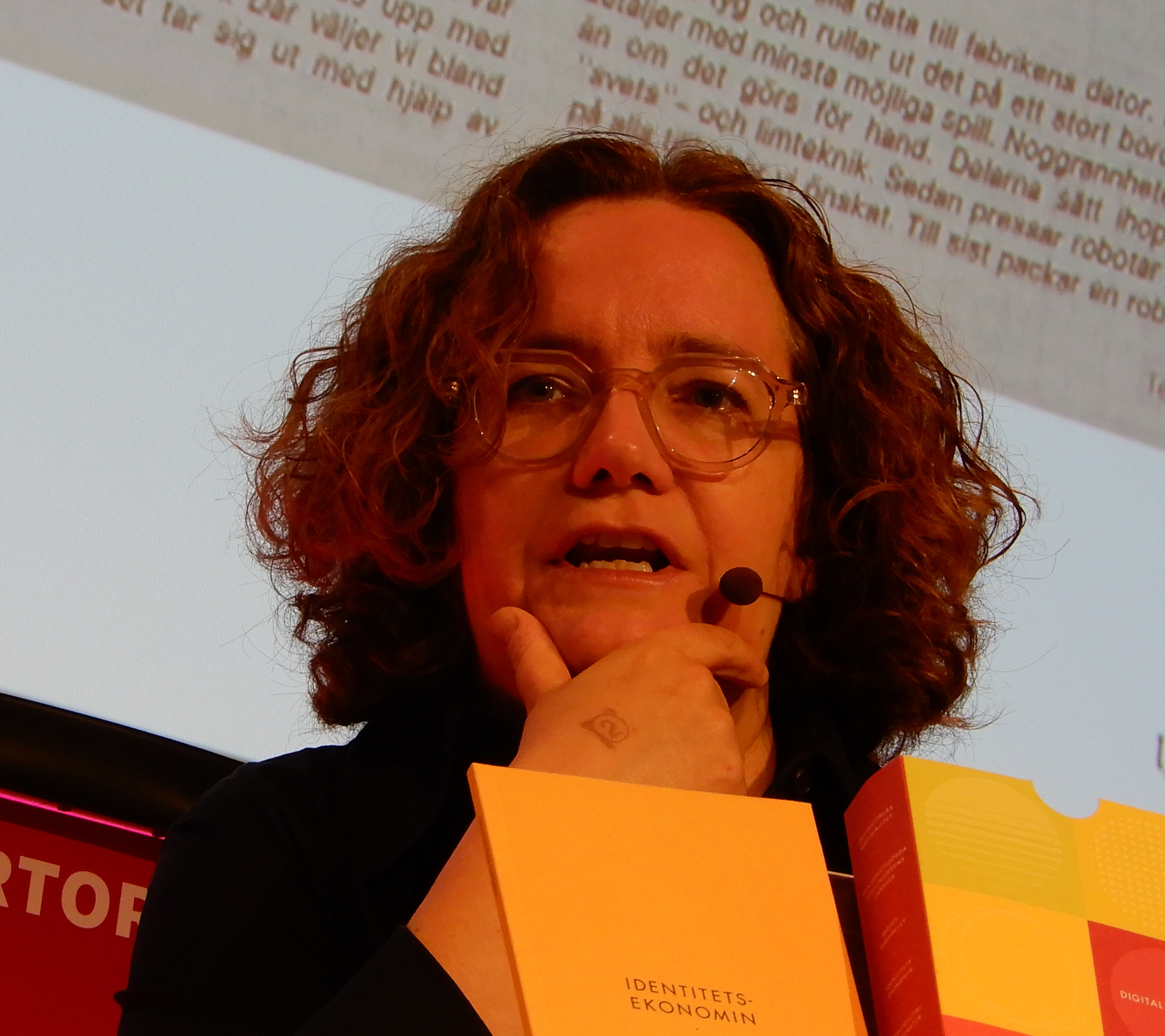
Orsi Husz på Bokmässan i Göteborg 2022

Orsi Husz född 1969, är historiker, fil.dr. vid Uppsala universitet. I avhandlingen Drömmars värde. Varuhus och lotteri i svensk konsumtionskultur 1897-1939 (2004) gör hon en kulturhistorisk studie av det tidiga 1900-talets konsumtionssamhälle, med fokus på kvinnors position på varuhuset NK.

## Priser och utmärkelser
- Cliopriset 2005.